# Barra (Gambia)
Barra, conosciuta anche come Niumi in lingua mandinka, è un centro abitato del Gambia, situato nella Divisione del North Bank, alla foce del fiume Gambia, situata a 5 km dalla capitale Banjul.
L'insediamento rappresenta un importante punto d'ingresso alla sponda nord del fiume per raggiungere città come Jufureh, Farafenni o Kerewan. È presente un traghetto che la collega alla capitale presente sull'altra sponda.

Non distante dalla cittadina è presente il sito archeologico di Fort Bullen, di cui restano solo rovine.

## Lingue
Le lingue maggiormente parlate sono la Wolof e la Serer.